# Haják Károly
Haják Károly (Budapest, 1886. augusztus 24. – Kolozsvár, 1970. szeptember 6.) magyar hegedűművész, zeneszerző.

## Életpályája
Tanulmányait Budapesten Hubay Jenőnél, illetve Koessler Jánosnál végezte (1901–10). Tanári tevékenységét Debrecenben kezdte, Marosvásárhelyen folytatta (1913–47). Az 1930-as években a Romániai Magyar Dalosszövetség karnagya volt. Nyugalomba vonulása után a Kolozsvári Állami Magyar Opera (1948–57), valamint az Állami Filharmónia (1957–61) tagjaként tevékenykedett. Hangszerre írt művek mellett Arany János, Gárdonyi Géza, Ignotus és mások verseit zenésítette meg, feldolgozott csángó, kalotaszegi és székely népdalokat. Csángó rapszódia című művének egy részletét és Hej, iharfa... című Arany-megzenésítését férfikarra a Művelődés (1970/1) közli.

## További irodalom
- Benkő András: Haják Károly. Művelődés. 1970/1.
- Viorel Cosma: Muzicieni români. Bucuresti: Editura Muzicala. 1970. 231.